# پدرسا دل ری
پدرسا دل ری (به اسپانیایی: Pedrosa del Rey) یک شهرستان در اسپانیا است که در استان وایادولید واقع شده‌است.